# Genocidio de pueblos indígenas

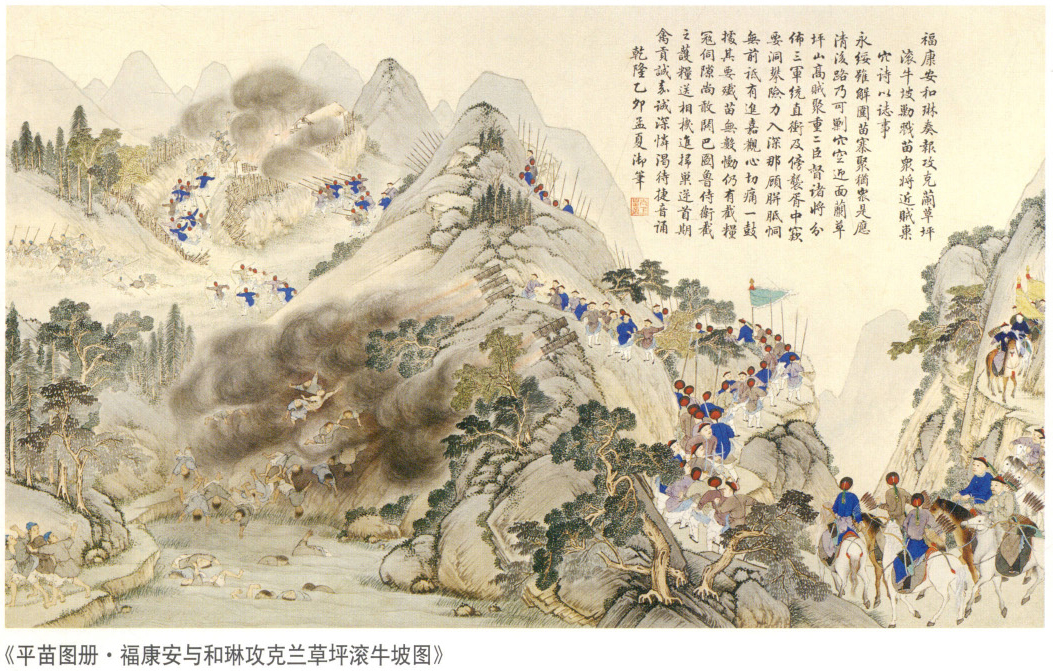
Una escena que describe la campaña genocida contra el pueblo Miao en Lancaoping (Hunán, China) en 1795.

El genocidio de pueblos indígenas, genocidio colonial o genocidio de colonos es la destrucción de comunidades enteras de pueblos indígenas, entendidos estos pueblos como minorías étnicas cuyo territorio ha sido ocupado por expansión colonial o la formación de un estado nación, como parte de un proceso colonialista. Según el historiador Patrick Wolfe, el genocidio de la población nativa es especialmente probable en los casos de colonialismo de colonos, mientras que para algunos académicos el colonialismo de colonos es considerado como intrínsecamente genocida.
Aunque el concepto de genocidio fue formulado por primera vez por Raphael Lemkin a mediados del siglo XX, la expansión de diversas potencias coloniales de Europa occidental, como los imperios británico y español, con el posterior establecimiento de colonias en territorios indígenas implicaron con frecuencia actos de violencia genocida contra grupos indígenas en América, Australia, África y Asia. Según el propio Lemkin, la colonización era en sí misma intrínsecamente genocida. Consideraba este genocidio como un proceso en dos etapas, la primera de las cuales era la destrucción del modo de vida de la población indígena. En la segunda etapa, los recién llegados imponen su modo de vida al grupo indígena.
Algunas de las campañas de exterminio de poblaciones nativas más mortíferas de la historia de la humanidad fueron perpetradas por los imperios coloniales europeos contra los pueblos indígenas de América. Entre finales del siglo XV y finales del XVII, la población de nativos del continente disminuyó de aproximadamente 145 millones a menos de 15 millones. Durante este periodo, se calcula que un mínimo de 130 millones de indígenas murieron en masacres, violaciones masivas, hambrunas forzadas, guerras y esclavitud impuesta por los colonos europeos y diversas epidemias asociadas.Según David Maybury-Lewis, las formas imperiales y coloniales de genocidio se llevan a cabo de dos maneras principales, ya sea mediante la limpieza deliberada de los territorios de sus habitantes originales para hacerlos explotables con fines de extracción de recursos o asentamientos coloniales, o mediante el reclutamiento de los pueblos indígenas como trabajadores forzados en proyectos coloniales o imperialistas de extracción de recursos. La designación de hechos específicos como genocidio suele ser controvertida.
Algunos académicos, entre ellos Lemkin, han argumentado que el genocidio cultural, a veces llamado etnocidio, también debe ser reconocido. Un grupo étnico puede seguir existiendo, pero si se le impide perpetuar su identidad de grupo mediante la prohibición de sus prácticas culturales y religiosas, prácticas que son la base de su identidad de grupo, es algo que también puede considerarse una forma de genocidio. La CIA considera que bajo esta forma de genocidio se puede clasificar al trato que reciben los tibetanos y los uigures por parte del gobierno de China. Según el antropólogo Adrian Zenz, el trato que reciben los nativos americanos de Estados Unidos por parte del gobierno federal de dicho país también clasificaría como tal.

## Debate de genocidio
El concepto de genocidio estuvo definido en 1944 por Raphael Lemkin. Después de la Segunda Guerra Mundial, fue adoptado por las Naciones Unidas en 1948. Para Lemkin, el genocidio era en términos generales definido e incluido como todos intentos de destruir un grupo étnico concreto, si estrictamente físico a través de asesinatos de masa, o culturales o psicológicos a través de la opresión y destrucción de los modos de vida indígena.

Las nuevas concepciones requieren nuevos términos. Por "genocidio" nos referimos a la estructura de una nación o de un grupo étnico. Esta nueva palabra, acuñada por el autor para denotar una vieja práctica en su desarrollo moderno, está conformada de la palabra griega antigua genos (raza, tribu) y la palabra latina cidio (matar), así correspondiente en su formación a palabras como tiranicidio, homocidio, infanticidio, etc. En términos generales, el genocidio no significa necesariamente la destrucción inmediata de una nación, excepto cuando se logra mediante la matanza masiva de todos los miembros de una nación. Se trata más bien de significar un plan coordinado de diferentes acciones encaminadas a la destrucción de los fundamentos esenciales de la vida de los grupos nacionales, con el objetivo de aniquilar a los propios grupos. Los objetivos de tal plan serían la desintegración de las instituciones políticas y sociales, de la cultura, el idioma, los sentimientos nacionales, la religión y la existencia económica de los grupos nacionales, y la destrucción de la seguridad, la libertad, la salud, la dignidad y incluso las vidas de las personas que pertenecen a esos grupos. El genocidio se dirige contra el grupo nacional como una entidad, y las acciones involucradas están dirigidas contra individuos, no en su capacidad individual, sino como miembros del grupo nacional.

La definición de la ONU, la cual es utilizada en leyes internacionales, es más estrecho que la de Lemkin, y declara que el genocidio es: «,..Cualquiera de los actos siguientes cometidos con intento para destruir, en totalidad o en parte, un grupo nacional, étnico, racial o religioso, tales como:
(a) Matando miembros del grupo;
(b) Causando serios daños físicos o mentales a miembros del grupo;
(c) Intencionadamente causando en las condiciones de grupo de vida calcularon para traer sobre su destrucción física en entero o en parte;
(d) Imponiendo las medidas pretendieron impedir nacimientos dentro del grupo;
(e) Transfiriendo a la fuerza niños del grupo a otro grupo.»
La determinación de si un acontecimiento histórico debería ser considerado un genocidio puede convertirse en un asunto de debate. Debido a que la responsabilidad legal no está en cuestión, la definición de la ONU puede no siempre proporcionar la base para tales discusiones. Los historiadores pueden entregar definiciones más amplias como la de Lemkin, quien ve a la violencia colonialista contra pueblos indígenas como inherentemente genocida. Por ejemplo, en el caso de la colonización de los pueblos indígenas de América, cuándo el 90% de la población indígena fue borrada en 500 años de colonización europea,  puede ser discutible si el genocidio ocurrió cuando las enfermedades eran la causa principal de disminución de la población, ya que hubo algún caso de introducción deliberada de enfermedad, pero la vasta mayoría son casos sin la intención de causar muertes. Algunos especialistas argumentan que el intento de genocidio no es necesario, ya que el genocidio puede ser el resultado acumulable de conflictos menores en el cual colonizadores, o agentes coloniales o estatales, perpetran violencia en contra de grupos de minoría. Otros argumentan que las terribles consecuencias de las enfermedades europeas entre muchas poblaciones del Nuevo Mundo fueron exacerbadas por formas diferentes de violencia, y que las muertes intencionadas e involuntarias pueden no ser fácilmente separadas. Algunos especialistas consideran la colonización de América como genocidio, ya que argumentan que fue grandemente alcanzada a través de la explotación sistemática, removiendo y destruyendo grupos étnicos específicos, incluso cuando la mayoría de las muertes estuvo causada por enfermedades y no por violencia directa de los colonizadores. Desde este punto de vista, el concepto del «destino manifiesto» en la expansión hacia el oeste desde el este de los Estados Unidos puede verse como una contribución al genocidio.

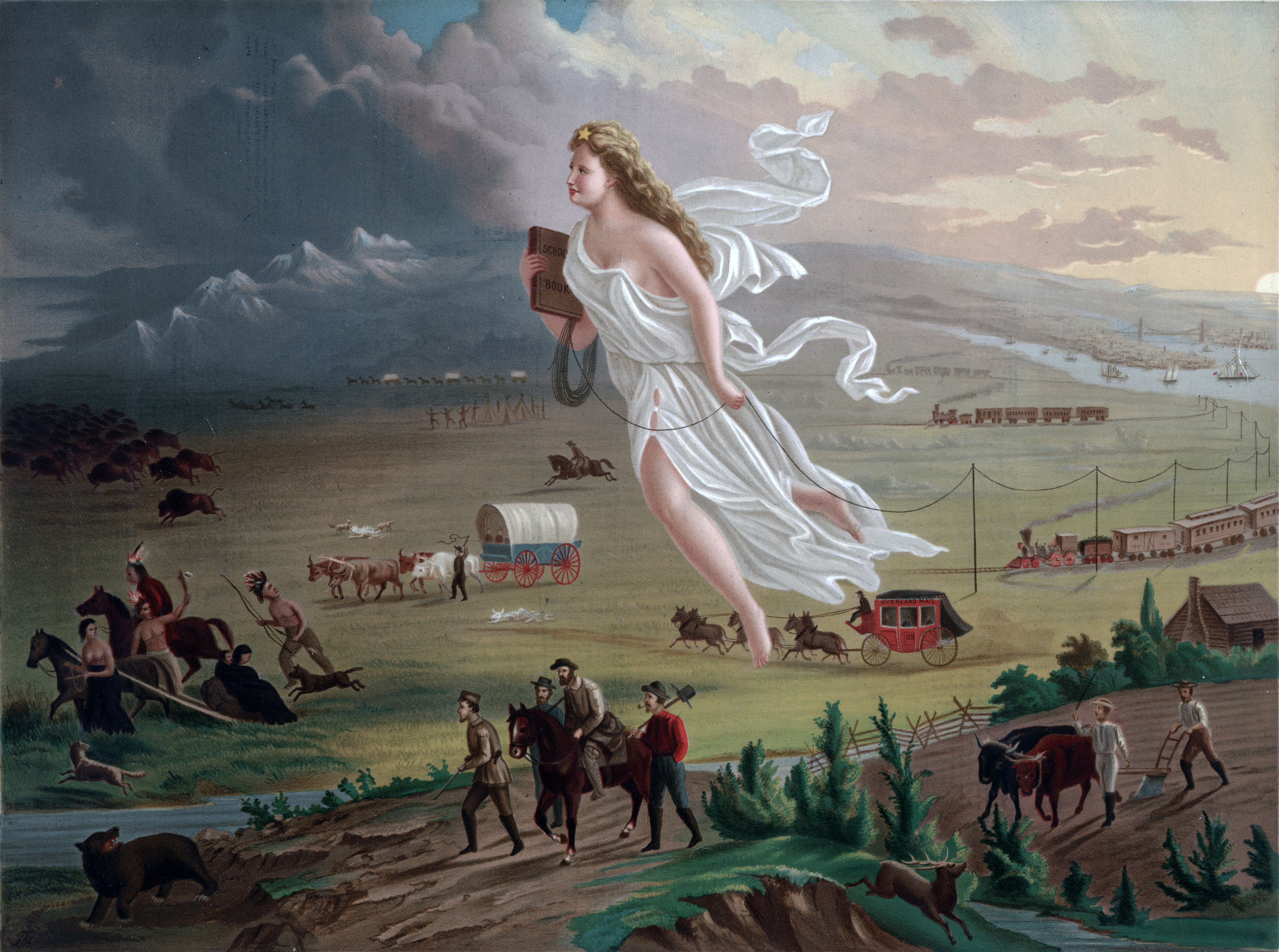
Progreso americano, por John Gast, 1872. Columbia escolta a los europeos mientras invaden a las naciones Indígenas, eliminando a los pueblos y animales nativos.

## Ejemplos pre-1492
El genocidio de los cartagineses en el año 146 a. C. cumple con la definición de la Convención para la Prevención y la Sanción del Delito de Genocidio de las Naciones Unidas de 1948.En el siglo XVI, toma lugar la expansión de imperios dirigidos a la conquista de América, África, Australasia y Asia. Este período de la expansión ha resultado en varios casos de masacres y genocidios.  En China, los zúngaros fueron eliminados de la estepa zungariana tanto como un estado como un pueblo, tras una "solución final" decretada por el gobierno central.  Siempre en Asia, el genocidio de los circasianos fue perpetrado entre 1864 y 1867 y causó 625,000 muertes; al igual que el también asiático genocidio turco de los armenios (1915-1923), con alrededor de dos millones de víctimas.  En África, el Genocidio herero y namaqua, que eliminó hasta a un 70% del pueblo herero, fue llevado a cabo por el imperio alemán y fue el primer genocidio del s.xx.  Muchos pueblos originarios, como el Yuki, el Beothuk, y el Pallawah, fueron llevados al borde de extinción; en algunos casos, hubo tribus enteras aniquiladas.

### La cuestión de la colonización y genocidio en América

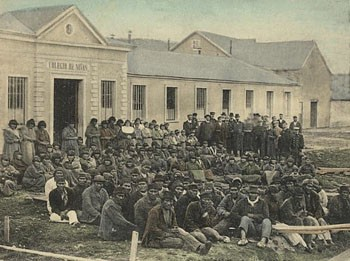
A fines del siglo XIX, los europeos comenzaron a establecerse en la Isla Dawson, Chile. Esta es una foto de un campo de internamiento para los Selknam y otros pueblos nativos. Hombres armados mataron a los Indígenas a cambio de recompensas en el genocidio Selk'nam.

Las estimaciones sobre la disminución de población en América desde el primer contacto con europeos en 1492 hasta el siglo XX, dependen de la valoración de la población pre-contacto. A inicios del siglo XX, los especialistas estimaron poblaciones bajas para el pre-contacto de América, con la estimación de Alfred Kroeber de 8,4 millones de personas en el continente entero. Hallazgos arqueológicos y una mejor visión general de censos tempranos han contribuido a estimaciones mucho más altas: Dobyns (1966) estimó una población de pre-contacto de entre 90 y 112 millones; las estimaciones más conservadoras de Denevan fueron de 57,3 millones; y Russell Thornton (1987) llegó en una estimación de alrededor de 70 millones. 
Dependiendo de la estimación de la población inicial, hacia el fines del siglo XIX, se puede decir que la población indígena tuvo un declive de más del 80%, debido en su mayoría a los efectos de enfermedades como viruela, sarampión y cólera, pero también por guerras y violencia ejercida por parte de los colonizadores contra los indígenas.

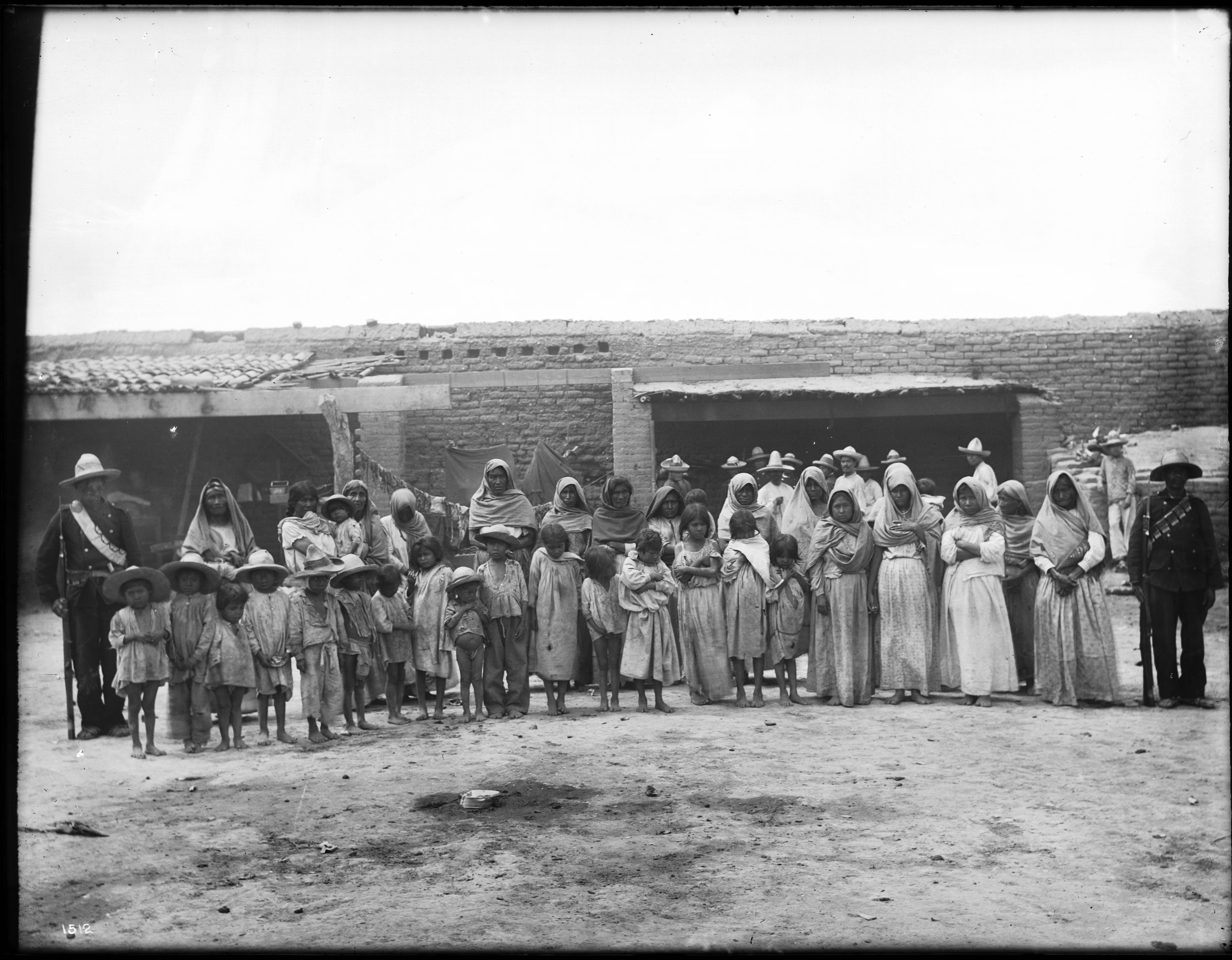
Un grupo de más de 30 mujeres y niños prisioneros Indígenas yaquis bajo custodia, Guaymas, Mexico, ca.1910.

Algunos especialistas han argumentado que la disminución de la población puede ser considerada genocida, incluyendo al historiador David Stannard y al demógrafo antropológico Russell Thornton. 
Stannard compara los acontecimientos de colonización que condujeron a la disminución de la población en América con la definición de genocidio en la convención de la ONU de 1948, y escribe que "En lo ligero del lenguaje de la ONU—incluso apartando algunas de sus construcciones más sueltas— es imposible saber lo que ocurrió en América durante los siglos XVI, XVII, XVIII, y XIX, y no concluir que sea genocidio". Thornton no considera la embestida de las enfermedades como genocidio, y sólo describe como genocidio el impacto directo de guerras, violencia y masacres, muchos de los cuales tuvieron el efecto de barrer grupos étnicos enteros.

## Genocidios modernos

### Guatemala
Durante los regímenes dictatoriales de Fernando Romeo Lucas García y de Efraín Ríos Montt en el contexto de la Guerra civil de Guatemala el ejército ejecutó planes de exterminio sistemático contra la etnia maya ixil, los cuales fueron calificados como genocidio por los tribunales nacionales en 2 sentencias diferentes, una anulada por defectos de forma y la otra vigente.

### Paraguay
Durante la dictadura de Alfredo Stroessner se persiguieron pueblos indígenas y se cometió genocidio.

### Venezuela
La masacre de Haximú fue una masacre perpetrada en 1993 a 16 habitantes yanomami, entre ellos mujeres, niños y bebés,residentes del valle del río Demini, ubicado entre Amazonas y Roraima, en la frontera entre Venezuela y Brasil, y llevada a cabo por un grupo de mineros ilegales brasileños, buscadores de oro.